# فراون‌اشتاین (ارتسگبیرگه)
شهر فراون‌اشتاین در ایالت زاکسن در کشور آلمان واقع شده‌است.